# დ
Doni (asomtavruli Ⴃ, nuskhuri ⴃ, mkhedruli დ) es la cuarta letra del alfabeto georgiano.
En el sistema de numeración georgiano tiene un valor de 4.
Doni representa comúnmente la oclusiva dental sonora /d/ como la pronunciación de /d/ en "dama".

## Letra

Escritura simplificada

En la escritura manuscrita en el estilo mjedruli, doni tiene una forma alternativa más sencilla que tiene un solo arco, de forma similar a la manera de simplificar a lasi (ლ). 
| asomtavruli | nuskhuri | mkhedruli |
| ----------- | -------- | --------- |
|             |          |           |

## Codificación digital
| asomtavruli | nuskhuri | mkhedruli |
| ----------- | -------- | --------- |
| U + 10A3    | U + 2D03 | U + 10D3  |

## Braille
| mkhedruli |
| --------- |
|           |